# Nothois
Le nothois (endonyme : patoi d’No) est une variété de marchois, qui est essentiellement parlée à Noth, dans le Croissant linguistique, une aire de transition des domaines oïl et oc dans le centre de la France métropolitaine.

## Situation sociolinguistique
D'après Guy Pradeau, locuteur natif et traducteur du Petit Prince, le nothois partage de fortes affinités linguistiques avec d'autres parlers locaux, notamment le fursacois, parlé à Fursac. En 2021, il ne compte plus qu’une cinquantaine de locuteurs du nothois, dont le nombre diminue chaque année.

## Littérature
Une traduction du Petit Prince d’Antoine de Saint-Exupéry dans cette variété est publiée en 2021. L'œuvre d'Antoine de Saint-Exupéry est traduite par Guy Pradeau, locuteur natif, depuis son domicile, plus précisément depuis une pièce qu’il désigne comme son « grenier » : cet espace est aménagé au deuxième étage d’une ancienne ferme, au hameau de Boscavillot, dans un atelier qui est autrefois celui d’un charron, artisan du bois et du métal spécialisé dans la fabrication de chars et charrettes. Des outils de cet ancien métier, suspendus dans la bibliothèque, viennent rappeler l’ancrage rural et artisanal du lieu. La démarche de Guy Pradeau s’inscrit dans une mémoire familiale et communautaire : natif du hameau (plus précisément, de la maison voisine de celle qu’il occupe alors), il pratique toujours le nothois avec les membres de sa famille et certains voisins. Il est aussi membre de l’association Anam causar à Feurçac, Le Petit Prince ayant déjà fait l’objet d’une traduction en fursacois par Marie-Rose Martinet, sa présidente.
Pradeau entreprend la traduction du Petit Prince à l’invitation de Nicolas Quint, directeur de recherche au Centre national de la recherche scientifique (CNRS). Il reconnaît que ce travail, réalisé sur une année entière, représente à la fois un défi linguistique et un plaisir personnel. En effet, il constate que le nothois, comme beaucoup de parlers de tradition orale, dispose d’un lexique limité pour exprimer des idées abstraites, des émotions ou des concepts philosophiques. Pour rendre la richesse du texte original, il recourt à des périphrases, des métaphores et des expressions imagées issues de l’usage populaire. Il cite, par exemple, l’insulte affectueuse que proférait sa grand-mère — « chiqu'o dô mau », littéralement « chien qui a du mal », c’est-à-dire « chien galeux » —.

### Publications générales
- [Boula de Mareüil, Adda et Lamel 2021] Philippe Boula de Mareüil, Gilles Adda et Lori Lamel, « Comparaison dialectométriques de parlers du Croissant avec d'autres parlers d'oc et d'oïl », dans Louise Esher, Maximilien Guérin, Nicolas Quint et Michela Russo, Le Croissant linguistique entre oc, oïl et francoprovençal : des mots à la grammaire, des parlers aux aires, Paris, L'Harmattan, 2021, 376 p. (ISBN 978-2-343-23050-4, lire en ligne)
- [Quint 2023] Nicolas Quint, « Les parlers du Croissant : un aperçu des actions actuelles de documentation et de promotion d'un patrimoine linguistique menacé », dans Annie Rialland et Michela Russo, Les langues régionales de France Nouvelles approches : nouvelles méthodologies, revitalisation, vol. 1, Paris, Société de linguistique de Paris, 2023, 292 p. (ISBN 978-2957089420, lire en ligne), p. 213-245

### Publications littéraires
- [Guérin, Guérin-Martinet, Pradeau, Parisot et Chanton 2022] Maximilien Guérin, Marie-Rose Guérin-Martinet, Guy Pradeau, Janette Parisot et Jean-Marc Chanton, Contes et histoires en parlers de Fursac et de Noth (Creuse) : corpus textuel transcrit et traduit, Paris, L’Harmattan, coll. « Les Parlers du Croissant », 2022, 154 p. (ISBN 978-2-14-028339-0, présentation en ligne)
- [Pradeau et Quint 2021] Guy Pradeau (trad.) et Nicolas Quint (éd.), Le P’ti Prinsse : Traduction en nothois (Noth, Creuse) du « Petit Prince » d’Antoine de Saint-Exupéry, Neckarsteinach, Tintenfaß, 2021 (ISBN 978-3-947994-83-0, présentation en ligne)